# Alex Vanopslagh
Pour les articles homonymes, voir Hansen.
Alex Vanopslagh, né le 17 octobre 1991 à Épernay, est un homme politique danois, président de l'Alliance libérale depuis 2019.

## Biographie
Alex Vanopslagh est diplômé d'une licence en sciences politiques de l'université du Danemark du Sud en 2014, puis d'une maîtrise dans le même domaine à l'université de Copenhague en 2017.
En mars 2014, il devient président du mouvement de jeunesse de l'Alliance libérale. Il occupe ce rôle jusqu'en mars 2016.
En septembre 2016, il est désigné comme tête de liste de l'Alliance libérale en vue des élections municipales à Copenhague de 2017. Le 21 novembre 2017, il est élu au conseil municipal de Copenhague.
Il est élu député au Folketing dans la circonscription du Jutland de l'Ouest lors des élections législatives du 5 juin 2019. Ces élections marquent une lourde défaite pour l'Alliance libérale qui ne remporte que 4 sièges, et notamment pour son leader Anders Samuelsen qui n'est pas réélu et annonce le lendemain sa démission de la tête du parti. Le 9 juin, Vanopslagh est unanimement désigné comme nouveau président par le groupe parlementaire.
Le 31 octobre 2019, il démissionne de son poste au conseil municipal de Copenhague. En octobre 2020, alors qu'il représente la circonscription du Jutland de l'Ouest au Folketing, il annonce qu'il se présentera dans celle du Jutland de l'Ouest lors des prochaines élections.
Durant la campagne des élections législatives de 2022, l'Alliance libérale réalise une percée dans l'opinion, notamment auprès des jeunes électeurs, ce qui lui vaut le surnom de "roi de TikTok". Le 1er novembre, l'Alliance libérale remporte 14 sièges aux élections législatives, le meilleur résultat de son histoire.
En octobre 2022, il est révélé qu'il a bénéficié d’une résidence gratuite et d’une allocation de 30 000 couronnes, normalement réservées aux députés n’ayant pas de résidence dans la région de Copenhague. Il aurait obtenu ces avantages en fournissant des informations incorrectes sur son adresse. Il reconnaît son erreur, plaidant l’ignorance des règles, et rembourse les sommes perçues au titre de l'allocation. En mars 2023, après que plusieurs juristes aient déclaré que l'affaire pouvait faire l'objet d'une enquête pénale, la Liste de l'unité et L'Alternative demandent l'ouverture d'une enquête par le Parlement afin de juger de l'opportunité de porter plainte. Le bureau du Parlement refuse de donner suite à l'affaire le 21 mars 2023.
Entre avril et juillet 2025, il se met en congé du Folketing à l'occasion de la naissance de son premier enfant, et est remplacé dans l'intervalle comme président de l'Alliance libérale par la porte-parole politique du parti, Sólbjørg Jakobsen.